# 공주와 전사
공주와 전사(Der Krieger Und Die Kaiserin, The Princess And The Warrior)는 독일에서 제작된 톰 티크베어 감독의 2000년 드라마, 멜로/로맨스, 미스터리 영화이다. 프란카 포텐테 등이 주연으로 출연하였고 스테판 안드트 등이 제작에 참여하였다.

## 출연

### 주연
- 프란카 포텐테
- 벤노 퓨어만

### 조연
- 요아힘 크롤
- 저건 타라크
- 라스 루돌프
- 루저 피스터

## 제작진
- 미술: 울리 하니쉬
- 의상: 모니카 제이콥스